# Oratorio del Santissimo Sacramento al Laterano
Oratorio del Santissimo Sacramento al Laterano är ett oratorium i Rom, helgat åt det allraheligaste Sakramentet. Oratoriet är beläget i Rione Monti och tillhör församlingen Santissimo Salvatore e Santi Giovanni Battista ed Evangelista in Laterano.
Oratoriet genomgick en genomgripande restaurering under 1700-talet. Högaltaret har ikonen Madonna delle Gioie från 1100-talet.